# Gyophora trigramma
Gyophora trigramma là một loài bướm đêm trong họ Noctuidae.